# Бирквайлер
Бирквайлер (нем. Birkweiler) — коммуна в Германии, в земле Рейнланд-Пфальц. 
Входит в состав района Южный Вайнштрассе. Подчиняется управлению Ландау-Ланд.  Население составляет 728 человек (на 31 декабря 2010 года). Занимает площадь 4,99 км².